# Ibrahim ibn al-Walid
Ibrahim ibn al-Walid, född okänt år, död 750, var regerande kalif av Umayyadkalifatet mellan 744 och 744.